# 삼국지 13
삼국지 13(일본어: 三國志13, Romance of the Three Kingdoms XIII)은 코에이의 삼국지 전략 게임 시리즈의 13번째 설치본이다. 2016년 1월 28일에 플레이스테이션 4, 플레이스테이션 3, 엑스박스 원, 마이크로소프트 윈도우용으로 일본에서 출시되었다. 전 세계적으로 PC에서 임포트 또는 구매가 가능하지만 이전작처럼 처음부터 영어를 지원하지는 않았다. 그러나 이 시리즈의 30주년을 기념하여 이 게임의 지역화된 버전이 플레이스테이션 4와 PC용으로 2016년 7월에 출시되었다. 전통적인 캠페인 모드, 그리고 게임의 매카닉에 대해 플레이어에게 가르쳐주는 히어로 모드, 이렇게 2가지 모드가 들어있다. 업그레이드판 파워업 키트가 엑스박스 원용으로 2017년 2월 16일 디지털로 일본에서만 출시된다. 영어판은 엑스박스 원을 통해 2017년 4월 출시되었다.